# ピーナツシリーズ
ピーナツシリーズは、かつて三共模型製作所が展開していた航空機プラモデルのシリーズ。キャッチコピーは「僕の手が飛行場」。

## 概要
ピーナツシリーズは1960年（昭和35年）から約2年半に渡って展開された廉価版的な小スケールキットのシリーズで、基本的にはスケールは1/150、価格は30円であり、大型機のキットは50円から150円と少々高額だった。販売は玩具店や模型店のほか、駄菓子屋でも広く行われた。
キットの構成は胴体や主翼などの機体の各部が一体整形された簡素なもので、一部パーツがランナーから外された状態で100 mm × 40 mm × 15 mmのキャラメルボックスサイズ（大型機を除く）の小箱に納められており、接着剤（初期はガラス製アンプルを、その後は鉛製チューブを容器とする）とデカール、さらに後期には塗料チューブ一本が同封されていた。店舗向けには一箱の中に12個詰め合わせの大箱で販売された。
その販売形態などから駄玩的と称されることもあるが、キット自体はそれなりに実機の形状を再現しており、スケールモデルと呼んでも差し支えない程度のクオリティは有している。なお、「零式艦上戦闘機」のように同一ナンバーのキットに改修が加えられた例や、「メッサーシュミット Me-109」と「メッサーシュミット109」などのように同一機種が二回ラインナップされた例も存在する。

## シリーズ一覧
※商品名およびナンバーの表記は基本的にパッケージ上面に描かれている物に準拠。
- No. 1 零式艦上戦闘機（初期パッケージでは「零戦」）
- No. 2 零観
- NO. 3 F-104-J
- NO. 4 飛燕
- NO. 5 隼
- NO. 6 赤とんぼ
- NO. 7 疾風
- NO. 8 二式水戦
- NO. 9 雷電 三菱J2M3
- NO. 10 F-51ムスタング
- NO. 11 九七式艦上攻撃機
- NO. 12 スピリット オブ セントルイス
- NO. 13 メッサーシュミット Me-109
- NO. 14 ニューポール17
- NO. 15 九六艦戦
- NO. 16 ホーカー ハリケーン
- NO. 17 震電
- NO. 18 ユンカース JU-82（型番は原文ママ。実機の型番は「Ju87」）
- NO. 19 スピットファイアー
- NO. 20 晴嵐
- NO. 21 烈風
- NO. 22 ロッキード P-38
- NO. 23 月光 旧海軍夜間戦斗機
- NO. 24 天山 B6N-2
- No. 25 100式司偵
- No. 26 F4U コルセア
- NO. 27 ホーカー シーホーク
- No. 28 ホーカーハンター
- No. 29 サンダーボルト
- NO. 30 神風
- No. 31 フォッケウルフ
- No. 32 銀河（真空メッキ）
- No. 33 ホーカータイフーン
- NO. 34 セスナ175（英語版）
- No. 35 紫電改 局地戦斗機
- NO. 36 エアロコマンダー 500 B
- No. 37 ダグラスA4-Dスカイホーク
- No. 38 ノースアメリカン B-25 ミッチェル
- NO. 39 艦上偵察機 彩雲
- NO. 40 彗星 艦上爆撃機
- NO. 41 テキサン ノースアメリカン SNJ
- NO. 42 ヘンシェル HS-129D
- No. 43 メッサーシュミット109
- No. 44 ブリュースターバッファロー
- No. 45 ハインケル He 100
- No. 46 ノースロップ T-38
- No. 47 ボーイングB-17F
- NO. 48 P-40
- No. 49 ハインケル He-113
- No. 50 グラマン F-6F ヘルキャット
- No. 51 97式戦闘機
- No. 52 零式水上偵察機
- No. 53 一式陸上攻撃機
- No. 54 97式大型飛行艇
- No. 55 99式艦上爆撃機
- No. 56 五式戦
- No. 57 F-11F1F スーパータイガー（1/138スケール。元はシリーズ外のキット）
- No. 58 96式陸上攻撃機
- No. 59 旧日本軍陸上大型攻撃機 連山 G8N1
- No. 60 F-100スーパーセイバー（1/120スケール。元はシリーズ外のキット）

このほか、飛行場と付属施設をセットにしたペーパーモデル「ピーナツ飛行場セット」も発売された。

## 類似商品
ピーナツシリーズが展開されたのと同時期の1960年代には、他のプラモデルメーカーからもピーナツシリーズと同様の小スケールの駄玩的航空機プラモが発売されていた。具体的にはマルサンの「マッチ箱シリーズ」（スケールは1/155〜1/600。いわゆる箱スケール）、日本模型（ニチモ）の「プラペットシリーズ」（スケールは1/120）、三和模型の「ミゼットシリーズ」（スケールは1/120）、マルフジの「ベビープラモデル」（スケールは1/120）、タミヤの「1/250フライトシリーズ」（スケールは1/250）、ZA模型研究会（アイハラ）の「ペットシリーズ」（スケールは1/250）、童友社の「航空機ペットシリーズ」（ノンスケール）、尾高産業（ODK）の「ベビーヒコーキ」（ノンスケール）などがある。
1970年代前半には、クラウン・ミツワ・一光模型（イッコー）三社共同の「エアープレーンシリーズ」や、レベル（グンゼ産業）の「ミニシリーズ」などの1/144スケールキットが発売された。これらのキットは、安価でサイズもピーナツシリーズに近かったが、外形と縮尺の正確さは大きく進歩していた。なお、1970年代末に有井製作所（アリイ）が発売した「ピーナツ144シリーズ」は、倒産した一光模型の1/144シリーズの再発売品であり、ピーナツシリーズと直接の関係はない。
さらに、上記の類似シリーズとは別に、1960年代当時には複数のメーカーからピーナツシリーズを無許可でコピーした海賊版が発売されており、これも駄菓子屋などで販売されていた。キットのクオリティはオリジナルのものよりも低下しており、クリアパーツなどが欠けているものも存在する。海賊版はオリジナルのピーナツシリーズと同様の箱入りの物のほかにも、台紙売りを前提とした袋入りの物も販売されていた。
また、2016年現在では、SWEETが「NEWピーナッツシリーズ」というコンセプトの元に「1/144飛行機シリーズ」を展開している。